# Pete Phipps
Peter William Phipps, detto Pete (Clapham, 5 agosto 1951), è un batterista e cantante britannico.
Noto principalmente per aver suonato con Gary Glitter ed essere stato uno dei membri fondatori della The Glitter Band (originariamente nota come The Glittermen), che ha iniziato come band di supporto di Gary Glitter e ha continuato il proprio successo, con sei singoli piazzati nei primi dieci nelle classifiche del Regno Unito alla metà degli anni '70, successivamente è stato membro del gruppo Random Hold, che ha suonato in tournée con gli XTC nel 1979, portandolo a suonare la batteria sul loro album Mummer dopo che Terry Chambers ha lasciato la band, ed è tornato per la registrazione del loro album successivo The Big Express. Ha anche suonato la batteria per gli Eurythmics, suonando nel loro album Touch, al numero uno nel Regno Unito, unendosi alla band per la loro esibizione nella  trasmissione della MTV a Londra, e suonando dal vivo con loro nel 1984. Era anche membro della seconda band di Laurence Hayward, i Denim (dopo i Felt) che è stata descritta come "progetto di revival tra il pop e il glitter ironicamente autocosciente", suonando sull'album Back in Denim del 1992 e l'album Denim on Ice del 1996. Phipps è stato anche il batterista dei successi dei Liquid Gold, tra cui Dance Yourself Dizzy.

## Biografia
Dopo aver imparato a suonare la batteria, il pianoforte e la chitarra, la sua carriera musicale è iniziata dopo aver lasciato la scuola nel 1969, all'età di 18 anni, quando si unì ai Black Velvet, un gruppo che suonava soul e funk con i quali fece tour, registrazioni e spettacoli radiofonici. Un anno dopo, andò in tournée con gli Elgins. Quindi, nel 1971, si unì alla band della CBS Heaven e supportò Jeff Beck in tournée nel Regno Unito e in Germania.
Nel giugno 1972, ha iniziato a suonare nella band di supporto di Gary Glitter The Glittermen e, nello stesso mese, hanno fatto la loro prima apparizione alla trasmissione Top of the Pops con Rock and Roll Part 2. I Glittermen furono ribattezzati The Glitter Band e si stabilizzarono in formazione con sei membri, continuando le loro tournée: Gerry Shephard alla chitarra solista e voce solista, John Springate alla voce basso e solista, Pete Phipps alla batteria e alle tastiere, Tony Leonard alla batteria, John Rossall al trombone e Harvey Ellison al sassofono.
Nel dicembre del 1975, il loro terzo album Listen to the Band, vide per la prima volta Phipps come voce solista in My First Mistake. Nel 1977, il loro quarto album, Paris Match è stato registrato in Francia, oltre a un EP con un brano composto dallo stesso Phipps, She was Alright.
Phipps lascia il gruppo per unirsi agli Ex-Directory, una band di rock jazz dove incontrò per la prima volta Vic Martin (che in seguito si sarebbe unito insieme a lui agli Eurythmics); a questo segue un breve periodo nel quale si esibisce con una band punk rock londinese chiamata The Secret. A Phipps fu quindi chiesto di unirsi ai Random Hold, una formazione con cui aveva già lavorato un anno o due prima, composti da David Rhodes, Bill MacCormick, David Ferguson e Pete Phipps e descritti come musicisti "rock orientati alla disco", e da Nina Myskow di The Sun come un gruppo da notare poiché "la loro musica mostra una combinazione dinamica di talento, grinta, originalità e testa". Con loro Phipps suona in diversi singoli come Montgomery Clift e album come The View From Here (1980) e Burn the Buildings (1981), continua a registrare con la Glitter Band e nel tentativo di iniziare una carriera da solista, dapprima insieme a John Springate per registrare un album insieme e suonare la batteria nell'album Put Your Money Where Your Mouth Is, di Gerry Shephard e Peter Oxendale. Nel 1982, Phipps venne invitato da Mike Rutherford a registrare l'album Acting Very Strange, e l'anno seguente gli XTC lo chiamarono a sostituire Terry Chambers alla batteria nell'album Mummer.
Nel 1983 diventa membro degli Eurythmics per i brani Heaven e il celebre Sweet Dreams (Are Made of This), apparsi come video musicali su MTV e compiendo tour nel Regno Unito e negli Stati Uniti d'America tra il 1984 e il 1985. Nel 1984 gli XTC lo richiamarono per suonare la batteria nel loro album The Big Express. Nel 1985, Phipps collabora con Hugh Cornwell suonando nel singolo One in a Million. Si è poi unito a Gary Glitter per i tour nel Regno Unito, Medio Oriente e Stati Uniti. Ha anche ripreso i concerti di Glitter Band, unendosi ad alcuni degli altri membri originali, ed è rimasto parte della Glitter Band con un numero di diverse line-up fino ai giorni nostri.
Nel 1986, Phipps ha suonato in un album scritto da Roger Chapman, Zipper. Nel 1987 è andato in tournée con i Culture Club in Francia e Islanda, e l'anno successivo ha suonato con i Legendary Purple Helmets, una band simile agli Stranglers. Tra il 1992 e il 1996, pur rimanendo nella Glitter Band, Phipps si unì ai Denim, una band formata da Lawrence Heywood. Ha registrato Back in Denim e Denim on Ice. Tra il 1998 e il 1999, Phipps ha suonato in altri spettacoli con la The Glitter Band e ha fatto apparizioni con la The King Penguins, uno spin-off della stessa Glitter Band.
L'anno 2000 vide la fondazione dei Santanarama, una band tributo a Carlos Santana con sei elementi, e la Glitz Blitz, una formazione tributo in tre elementi dedicata agli anni '70. All'inizio del 2001, insieme a spettacoli con la Glitter Band, Santanarama e Glitz Blitz in tutta la nazione, Phipps ritorna a suonare Rhythm & Blues con i Desperate Measures. Più tardi ha registrato un album con Alan Merrill degli The Arrows che è stato pubblicato nel 2002.
Phipps, oltre a continuare l'attività concertistica con la Glitter Band, collabora registrando alcuni album con i Liquid Gold e Kahimi Karie e andando in tournée con Boy George, Eric Faulkner dei Bay City Rollers, Andy Scott degli Sweet e i Mud.